# The Supernaturals
The Supernaturals – szkocki zespół rockowy założony w Glasgow w 1992 przez wokalistę Jamesa McColla i keyboardzistę Kena McAlpine’a.
Formacja podpisała kontrakt z wytwórnią Parlophone w 1996, gdzie wydali trzy albumy studyjne i cztery mini albumy. Najbardziej znane utwory grupy – Smile i I Wasn't Built To Get Up – zostały wykorzystane w reklamach telewizyjnych. Pięć singli znalazło się w czołowej czterdziestce UK Singles Chart.
Zespół rozpadł się w 2002, ale wznowił działalność w 2014. W 2002 zmarł gitarzysta grupy, Derek McManus.

## Dyskografia

### Albumy studyjne
- It Doesn't Matter Anymore (1997; #9 UK[2])
- A Tune a Day (1999; #21 UK[2])
- What We Did Last Summer (2002)
- 360 (2015)
- Bird of Luck (2019)[3]

### Minialbumy
- Big Seven (1993; wyd. Tourette Sounds, 7 utworów)
- Dark Star (1993; wyd. Tourette Sounds, 8 utworów)

### CD EP
- "Sitting in the Sun" (1994; wyd. Tourette Sounds,7 utworów)
- "Let it Bleat" (1995, wyd. Tourette Sounds, 5 utworów)

### Single
| Rok  | Singel                         | Pozycja na liście | Album                     |
| ---- | ------------------------------ | ----------------- | ------------------------- |
| 1996 | Smile                          | -                 | It Doesn't Matter Anymore |
| 1996 | Lazy Lover                     | 34                | It Doesn't Matter Anymore |
| 1997 | The Day Before Yesterday's Man | 25                | It Doesn't Matter Anymore |
| 1997 | Smile                          | 23                | It Doesn't Matter Anymore |
| 1997 | Love Has Passed Away           | 38                | It Doesn't Matter Anymore |
| 1997 | Prepare to Land                | 48                | It Doesn't Matter Anymore |
| 1998 | I Wasn't Built To Get Up       | 25                | A Tune a Day              |
| 1998 | Sheffield Song                 | 45                | A Tune a Day              |
| 1999 | Everest                        | 52                | A Tune a Day              |
| 2001 | Finishing Credits              | -                 | What We Did Last Summer   |
| 2002 | What We Did Last Summer        | -                 | What We Did Last Summer   |
| 2002 | Life Is A Motorway             | -                 | What We Did Last Summer   |